# Marie Laforêt
Marie Laforêt, pseudoniem van Maïtena Douménach (Soulac-sur-Mer, 5 oktober 1939 – Genolier, 2 november 2019) was een Franse zangeres, actrice en schrijfster.

## Levensloop

### Jeugdjaren
Maïtena (verkleinwoord van Marie-Therèse) was de dochter van Marie-Louise Saint-Guily en Jean Douménach, een industrieel. Tijdens de Tweede Wereldoorlog was haar vader krijgsgevangene. De moeder met haar twee dochters leefde moeizaam verder, eerst in Cahors, vervolgens in Lavelanet. Op driejarige leeftijd werd Maïtena verkracht door een buurman, het trauma dat ze overhield zou pas veel later (1998) aan de oppervlakte komen. Toen haar vader terugkwam uit gevangenschap in 1945 verhuisde het gezin naar Valenciennes, waar Jean Doumenach directeur werd van een productieatelier voor spoorwegmaterieel. Later verhuisde de familie naar Parijs. Even overwoog Maïtena om in het klooster te gaan, maar ze verliet dat idee en aan het lyceum ontwikkelde ze belangstelling voor acteren. Het had zoals ze later zei, een therapeutisch en helend effect op haar.

### 1960
Min of meer toevallig won ze in 1959, als vervangster voor haar zus, een radiowedstrijd georganiseerd door Europe 1, Naissance d'une étoile. Het leverde haar een rol op in de film Libertés van Louis Malle. Dat project ging niet door maar René Clément had haar opgemerkt. Hij gaf haar een eerste echte filmrol in Plein Soleil, met in de hoofdrollen Romy Schneider, Alain Delon en Maurice Ronet.
In haar tweede film, Saint Tropez Blues, kreeg ze als tegenspeler een jonge Jacques Higelin. Ze zong de titelsong van de film met Jacques Higelin op gitaar, het was een succes en bijna onmiddellijk bracht ze daarna haar eerste liedjes uit. Zoals de hit Les Vendanges de l'Amour. Haar muziek bracht een alternatief voor de lichte teenager songs die Frankrijk aan het begin van de jaren zestig kenmerkten. Haar liedjes waren poëtisch en straalden maturiteit uit, zoals La Tendresse (1964). Ze werkte samen met belangrijke componisten en tekstschrijvers uit die tijd, zoals André Popp en Pierre Cour, wat aanleiding gaf tot grootse arrangementen en knappe songs.
Ze huwde voor de eerste maal in 1961 met de filmregisseur Jean-Gabriel Albicocco (1936-2001). Die gaf haar een rol in twee van zijn films.
In 1968 had ze succes met de Franstalige (later ook: Italiaanse) versie van Raymond Froggatt's Callow-la-vita (onder de titels Que calor la vida en Calda è la vita).

### 1970
Marie Laforêt was een buitenbeentje in de Franse popcultuur. Ze was aangetrokken tot de folkscene, en trad zowat overal in de wereld op. Mede onder invloed van haar platenfirma keerde ze op den duur terug naar het commerciële genre, maar verloor gaandeweg interesse in haar zangcarrière. Ze stopte de tournees en in augustus 1977 verhuisde ze naar Genève om in alle rust aan een schrijverscarrière te beginnen. In Zwitserland maakte ze kennis met Pierre Cornette de Saint Cyr, veilingmeester, schrijver en kunstverzamelaar, die haar in de kunstwereld introduceerde. Van 1978 tot 1981 hield ze zelf een kunstgalerij open.
In die periode bleef ze ook actrice, zo speelde ze mee in de film Flic ou voyou met Jean-Paul Belmondo en Michel Galabru.

### 1980-2019
In 1980 verscheen haar eerste boek: Contes et légendes de ma vie privée, uitgegeven bij Stock. Als actrice in Frankrijk, Italië, en in Argentinië speelde ze vele rollen, zoals in de film Tangos, l'exil de Gardel die in 1985 de Juryprijs ontving op het Festival van Venetië. Af en toe kwam er ook een nieuw liedje op plaat, zoals Blanche nuit de satin (1982), een cover van de 1967 hit Nights in white Satin van de Moody Blues.
In 1993 maakte een plaat met eigen teksten (Reconnaissances), en In 1994 verschenen er vier albums waarop ze een selectie liedjes inzong uit haar dertigjarige carrière. In 1998 kwam het album Voyages au long cours uit, met liedjes in het Frans, Engels en Italiaans, opgenomen tijden haar wereldtournee (1969-1970).
Ze maakte een comeback met een tournee in 2005, maar in 2007 annuleerde ze opnieuw alle plannen wegens problemen met haar gezondheid.

## Zangeres
- Saint-Tropez Blues,
- Vendanges de l'amour,
- Frantz (1963), een duo met Guy Béart),
- Viens sur la montagne (1964),
- La Tendresse (1964),
- Katy cruelle (1965),
- La Bague au doigt (1965),
- Marie-douceur, Marie-colère (1966),
- Manchester et Liverpool (1966),
- La Voix du silence, (1966),
- Ivan, Boris et moi (1967),
- Mon amour, mon ami (1967),
- Que calor la vida (1968).
- Viens, viens,
- Mais je t'aime,
- L'Amour comme à 16 ans,
- Tant qu'il y aura des chevaux (1973),
- Cadeau (1974),
- No Charge,
- Maine-Montparnasse (1976),
- Il a neigé sur Yesterday (1977), een hommage aan The Beatles.

## Boeken
- Contes et légendes de ma vie privée, 1981, ISBN 978-2-234-01349-0.
- Mes petites magies, livre de recettes pour devenir jeune, 2001, ISBN 978-2-84098-648-5
- Panier de crabes : les vrais maîtres du monde, 2002, ISBN 978-2-84098-829-8.

## Film
- Bonsoir Marie Laforêt korte film door Jean-Gabriel Albicocco voor de Amerikaanse tv, in een serie die jonge actrices van de Nouvelle-Vague voorstelde (1959).
- Plein Soleil door René Clément.
- Saint-Tropez Blues door Marcel Moussy met Jacques Higelin als mannelijke hoofdrol (1961).
- La Fille aux yeux d'or naar een roman van Honoré de Balzac door Jean-Gabriel Albicocco. Zilveren Leeuw op het Festival van Venetië (1961).
- Le Rat d'Amérique, naar een roman van Jacques Lanzmann. Ook Charles Aznavour speelde in die film (1961).
- Les Amours célèbres (1961).
- Le Rouge et le Noir, televisiefilm naar de roman van Stendhal door Pierre Cardinal (1961).
- Leviathan door Leonard Keigel (1962). Grote Prijs van de kritiek op het Festival van Venetië.
- Cherchez l'idole door Michel Boisrond (1963).
- À cause, à cause d'une femme door Michel Deville (1963).
- La Chasse à l'homme door Édouard Molinaro, (1964).
- Cent briques et des tuiles, door Pierre Grimblat (1965).
- La redevance du fantôme, telefilm, (1965).
- Le soldatesse door Valerio Zurlini (1965).
- Marie-Chantal contre le docteur Kha door Claude Chabrol (1966).
- Le Treizième Caprice door Roger Boussinot (1967).
- Jack of Diamonds door Don Taylor (1967).
- Kean, un roi de théâtre, telefilm door Marcel Moussy (1968).
- La Hobereaute, gesproken opera door Jacques Audiberti, in het kader van het Festival du Marais (1970).
- Le Petit Poucet door Michel Boisrond (1972).
- Emmenez-moi au Ritz, telefilm, door Pierre Grimblat (1976).
- Flic ou voyou door Georges Lautner (1976).
- Les Diplômés du dernier rang door Christian Gion (1982).
- Que les gros salaires lèvent le doigt ! door Denys Granier-Deferre (1982)
- Les Morfalous door Henri Verneuil (1984).
- Pauline ou l'écume de la mer, telefilm door Patrick Bureau (1984).
- Joyeuses Pâques door Georges Lautner (1984)
- Le Pactole door Jean-Pierre Mocky (1985).
- Tangos, l'exil de Garde door Fernando Ezequiel Solanas (1985). Grote Prijs van het Festival van Venetië.
- La Piovra 3, teleserie door Luigi Perelli (1987).
- Sale Destin door Sylvain Madigan (1987).
- Fucking Fernand door Gérard Mordillat (1987).
- Il est génial papy ! door Michel Drach (1987).
- Le Loufiat, telefilm door Annie Butler (1988).
- La Folle journée ou Le mariage de Figaro door Roger Coggio (1989).
- La Bugiarda, telefilm, door Franco Giraldi (1989)
- L'Avaro door Tonino Cervi (1990).
- Per una fredda mattina di maggio door Vittorio Sindoni (1990).
- 4 Piccole donne, teleserie, door Gianfranco Albano (1990).
- Présumé dangereux door Georges Lautner (1990).
- L'affaire Rodani, telefilm, door Giorgio Capitani (1991).
- Tutti gli uomini di Sara door Gianpolo Tescari (1992).
- Jeudi 12, telefilm door Patrick Vidal (1994).
- A che punto è la notte ?, telefilm, door Nanni Loy (1994).
- Ainsi soient-elles door Patrick en Liza Alessandrin (1995).
- Dis-moi oui door Alexandre Arcady (1995).
- Chienne de vie, telefilm door Bernard Uzan (1996).
- Adrien Le Sage, telefilm door Jacques Monnet (1996).
- Tykho Moon door Enki Bilal (1996).
- Héroïnes door Gérard Krawczyk (1997).
- C'est la tangente que je préfère door Charlotte Silvera (1997).
- La Durite, kortfilm door Philippe J. Cotten (1997).
- Desierto di fuoco, telefilm, door Enzo G. Castellari (1997).
- Villa Vanille, telefilm, door Jean Sagols (1998).
- Jeux pour mourir (2000).
- Le Syndrome de l'adhésif (2001).
- Master Class, waarin ze Maria Callas vertolkte (2000)
- La Presse est unanime, toneelstuk door Laurent Ruquier (2003).
- Jésus la Caille, naar de roman van Francis Carco (2004).
- Les Bureaux de Dieu door Claire Simon (2008).

## Theater
- La Hobereaute, door Jacques Audiberti, regie Georges Vitaly, Hôtel de Béthune-Sully (1969).
- Le Partage de midi, door Paul Claudel, regie G.-H. Régnier, théâtre de Bourges (1973).
- L'Écorce bleue, door Marguerite Yourcenar, voorlezing, Festival de Carpentras, théâtre de Plein Air (1992).
- Le Vietnam door Marguerite Duras, voorlezing, festival de Saint-Florent-le-Vieil (1997).
- Master Class, door Terrence McNally, regie Didier Long, Parijs, Théâtre Antoine (1999).
- La Presse est unanime, door Laurent Ruquier, regie Agnès Boury, Parijs, Théâtre des Variétés (2003).
- Jésus la Caille, naar de roman van Francis Carco, regie Jacques Darcy, Parijs, Théâtre des Ambassadeurs (2004).
- Master Class door Terrence McNally, regie Didier Long, Théâtre de Paris (2008).
- L'Hirondelle inattendue, opera door Simon Laks, Laforêt als récitante, met Filharmonisch orkest van Marseille, onder Lukasz Borowics, Festival des musiques interdites de Marseille (2009).

## Privé
- Ze huwde in 1961 met de filmrealisator Jean-Gabriel Albicocco (1936-2001), en scheidde niet veel later
- In 1965 huwde ze met Judas Azuelos, een Marokkaans-Joodse zakenman. Met hem kreeg ze twee kinderen.
- Ook met haar derde echtgenoot kreeg ze een kind, de zakenman en kunstverzamelaar Alain Kahn-Sriber.
- In 1980 huwde ze met Pierre Meyer
- In 1990 huwde ze met Éric de Lavandeyra. Ook dat huwelijk liep na vier jaar spaak.

Marie Laforêt kreeg drie kinderen:
- Lisa Azuelos (°1965), regisseuse van de films LOL en Dalida,
- Jean-Mehdi-Abraham Azuelos (°1967),
- Ève-Marie-Deborah Kahn-Scriber (°1974).